# Aughnacloy
Aughnacloy (Iers: Achadh na Cloiche) is een plaats in het Noord-Ierse district Dungannon en South Tyrone. Aughnacloy telt 786 inwoners. Van de bevolking is 52,1% protestant en 45,4% katholiek.

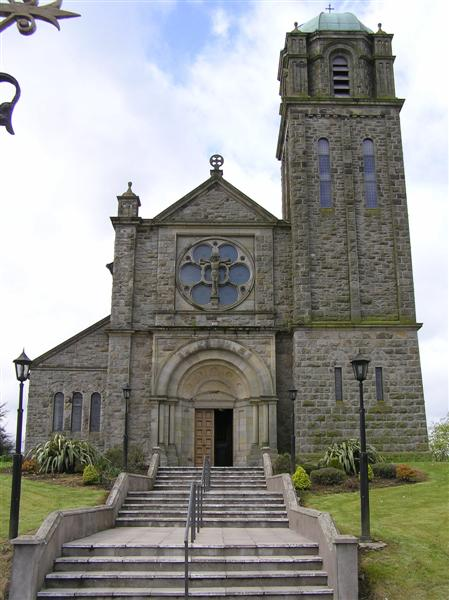
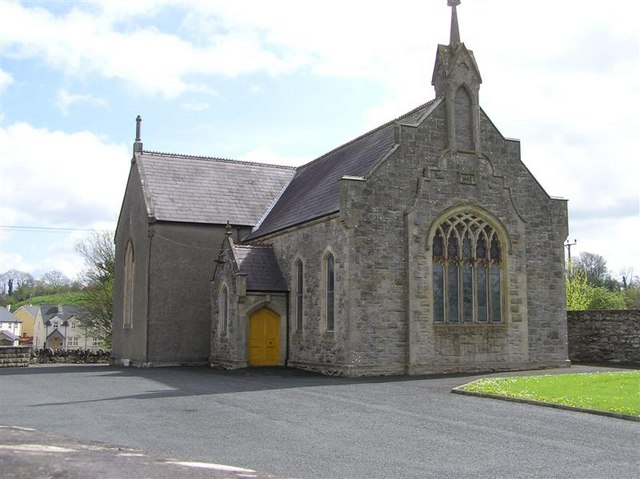
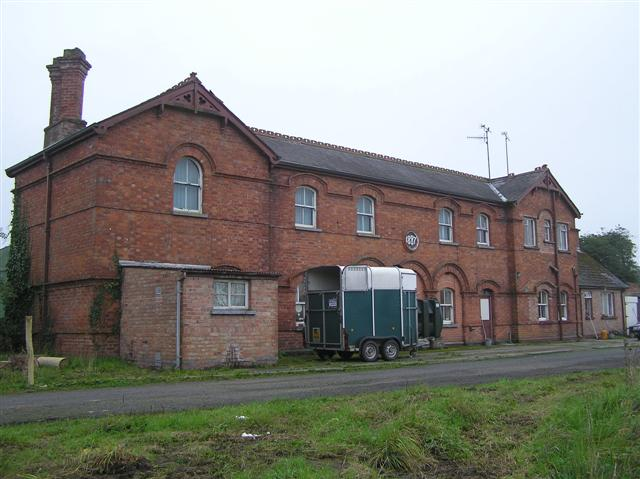
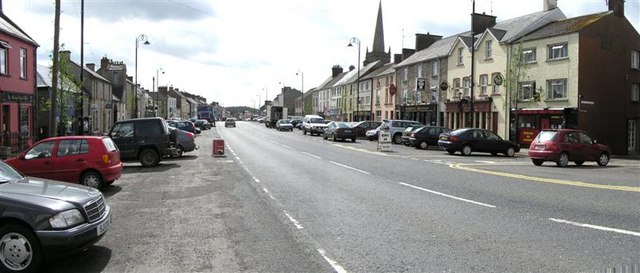